# Xavier Bleuzen
Pour les articles homonymes, voir Bleuzen.
Xavier Bleuzen, né le 28 juin 1982, est un arbitre français de rink hockey évoluant à un niveau international de 2010 à 2019. Il est souvent considéré comme le meilleur arbitre du rink hockey français, pour la période moderne de la discipline (au XXIe siècle). 
En septembre 2022, il devient président de l'Amicale Laïque Ergué-Gabéric.
Sous sa présidence, le club se maintiendra en Nationale 2. Il démissionnera de ses fonctions en septembre 2023 faute de n'avoir pu recruter un staff technique et après avoir observé des dysfonctionnements dans les gestions précédents son mandat. 

## Parcours
Il commence le rink hockey à Ergué-Gabéric à l'âge de quatre ans, mais arrête la pratique à l'âge de dix ans en raison d'un déménagement. Dans le cadre de ses études en STAPS à Dijon, il reprendre contact avec la discipline et finit par passer son diplôme d'arbitre régional à 20 ans. Il obtient sa licence en 2004 à Lyon. Il progresse régulièrement. Il atteint le niveau national à 24 ans et arbitre son premier match au plus haut-niveau français en 2009, en binôme avec Philippe Aubre. 
Il commence sa carrière internationale en 2010 après avoir réussi avec succès son match test en marge de l'Euro masculin sénior en Allemagne. Il commence alors par arbitrer des rencontres de coupe d'Europe. Il est désigné pour son premier championnat d'Europe des moins de 20 ans qui a lieu à Saint Omer (62) en 2012.  
Il se fait remarquer comme ayant un potentiel de futur grand arbitre. C'est lors de ce championnat, qu'il arbitrera des rencontres avec Arnaud Esoli, qui deviendra son binôme en coupe d'Europe.   
En 2013, il est désigné comme arbitre représentant la France lors du chamionnat du monde des moins de 20 ans, qui se déroule à Cartagène (Colombie) et arbitrera la demie finale entre l'Espagne et l'Argentine. 
Cela lui permet d'arbitrer par la suite d'arbitrer des matchs européens plus prestigieux et voyager à travers l'Europe. Mais, c'est en 2015, lorsqu'il est sélectionné pour arbitrer la Coupe des Nations à Montreux en Suisse (compétition qui n'a lieu que tous les 2 ans) que le français va passer un cap. En effet, la compétition se déroule 3 mois avant le championnat du monde sénior masculin qui se déroule en juin au Vendespace à La Roche sur Yon. La Fédération internationale, FIRS, en charge de l'organisation, désigne le finistérien sur la finale halletante qui oppose l'Espagne et le Portugal et verra la victoire de ces derniers.  
Les observateurs sont unanimes, la prestation de Xavier Bleuzen et de son binome italien du jour est parfaite. Il est donc désigné avec Arnaud Esoli pour représenter la France au Championnat du monde de juin 2015 en France. 
Depuis 2017, il arbitre les mondiaux, mais plus les championnats d'Europe jeunes. Il prend néanmoins toujours part aux compétitions européennes pour des clubs. 
Il prend sa retraite à l'issue du championnat du monde de 2019. Durant la compétition se déroulant à Barcelone, il arbitre la finale des moins de 20 ans. Il conclut sa carrière en arbitrant la demi-finale opposant l'Espagne, champion du monde en titre, face au Portugal, futur champion du monde. 